# Осада Сьюдад-Родриго (1810)
Во время осады Сьюдад-Родриго французский маршал Мишель Ней захватил 10 июля 1810 года укреплённый город, защищаемый фельдмаршалом доном Андресом Пересом де Эррасти после осады, которая началась 26 апреля. 6-й корпус Нея был частью 65-тысячной армии под командованием Андре Массены, осуществлявшей третье французское вторжение в Португалию.

## Силы сторон
В состав 6-го корпуса Нея входили 1-я дивизия Жана Маршана (6500 человек), 2-я дивизия Жюльена Мерме (7400), 3-я дивизия Луи Луазона (6600), лёгкая кавалерийская бригада корпуса Огюста Ламотта (900), конная бригада драгунских войск Шарля Гарданна (1300) и 60 пушек.
Под командованием Эррасти были три регулярных батальона из Авилы, Сеговии и 1-го пехотного полка из Мальорки, 375 артиллеристов и 60 сапёров. Эти войска были дополнены тремя батальонами добровольцев из Сьюдад-Родриго и одним батальоном городской гвардии.

## Осада
Поначалу, надеясь получить помощь от британской Лёгкой дивизии под командованием бригадного генерала Роберта Кроуфорда, которая находилась неподалеку, Эррасти отказался от предложения о сдаче. Виконт Веллингтон, однако, не был готов столкнуться с французами в открытом бою, его армия сильно уступала по численности противнику. Он остался на португальской границе в ожидании исхода осады.
Испанский гарнизон Эррасти, состоящий из 5500 человек, сражался более 10 недель, сдавшись только после того, как контрэскарп был разрушен, артиллерия Нея пробила бреши в стенах в стенах, а французская пехота была готова к атаке:277. Эррасти встретился Неем у подножия бреши и, получив предложение почетной капитуляции, принял его. «Ней пообещал, что жители города и их имущество останутся в неприкосновенности. Однако все солдаты, которые участвовали в защите, и члены Центральной хунты, которые поощряли её, будут отправлены во Францию в плен».
Испанцы потеряли 461 убитых и 994 раненых; были захвачены 4000 пленных и 118 пушек. 6-й корпус Нея потерял во время осады 180 человек убитыми и более тысячи ранеными. Несмотря на обещание Нея, французские солдаты разграбили город. Осада задержала вторжение Массены в Португалию более чем на месяц.

## Последствия
Французские войска продолжали наступление вслед за отступающими англичанами. Битва при Коа не смогла их надолго задержать. Осада Алмейды также продолжалась недолго и закончилась 26 августа внезапным мощным взрывом порохового склада. Все препятствия на пути были устранены, и французы могли идти на Лиссабон.
27 сентября произошла битва при Бусаку, которая заставила французов ещё немного задержаться, прежде чем англичане и португальцы отступили за линии Торрес-Ведрас, которые к прибытию войск были уже завершены. Они были созданы для обороны Лиссабона и для избежания британской эвакуации с полуострова, как это произошло после битвы при Корунье в январе 1809 года.
Задержка французов при захвате Сьюдад-Родриго дала союзникам несколько драгоценных недель, позволивших им завершить линии Торрес-Ведрас, и, таким образом, эта осада внесла большой вклад в победу союзников в Пиренейской войне.
Вторая осада Сьюдад-Родриго произошла в январе 1812 года. На этот раз уже французы потеряли город после короткой двухнедельной осады.

## Список используемой литературы
- Chandler, David. Dictionary of the Napoleonic Wars (англ.). — Macmillan, 1979.
- Glover, Michael. The Peninsular War 1807–1814 (англ.). — Penguin, 1974.
- The French Campaign in Portugal 1810–1811: An Account by Jean Jacques Pelet (англ.) / Horward, Donald. — University of Minnesota, 1973.
- Smith, Digby. The Napoleonic Wars Data Book (англ.). — Greenhill, 1998.
- Porter, Maj Gen Whitworth. History of the Corps of Royal Engineers Vol I (англ.). — Chatham: The Institution of Royal Engineers, 1889.
- Pérez de Herrasti, A. (published in Madrid 1814) Relación Histórica y Circunstanciada de los Sucesos del Sitio de la Plaza de Ciudad Rodrigo en el año 1810, hasta su rendición al Exército Francés mandado por el príncipe de Essling el 10 de julio del mismo [Подробный исторический отчет о событиях осады Сьюдад-Родриго в 1810 году, до его сдачи французской армии, посланный принцем Эсслинга 10 июля того же года]